# Filosofia
La filosofia (del grec Φιλοσοφία filossofia, 'amor per la saviesa') és un camp d'estudi que cerca, per mitjà d'arguments raonats, donar una explicació de tots els coneixements possibles i del lloc que ocupa la persona a la naturalesa. És l'estudi de qüestions generals i fonamentals sobre l'existència, el coneixement, els valors, la raó, la ment i el llenguatge; que es problematitzen. El terme fou encunyat probablement per Pitàgores (-570 a 495). Els mètodes filosòfics inclouen el qüestionament, la discussió crítica o l'argument racional i la presentació sistemàtica, i també, en altres situacions, l'aforisme o la frase enigmàtica, com en Heràclit o Nietzsche. Les qüestions filosòfiques clàssiques inclouen: es pot saber qualsevol cosa i demostrar que se sap? Què és real? Els filòsofs també es pregunten qüestions més pràctiques i concretes com ara: existix una manera millor de viure? Els ésser humans tenen lliure albir?
Històricament la "filosofia" abastava qualsevol cos de coneixement. Des de la Grècia antiga amb Aristòtil fins al segle xix, la "filosofia natural" abastava l'astronomia, la medicina i la física. Per exemple, l'obra de Newton, Philosophiæ Naturalis Principia Mathematica (1687), és classificada, molt més endavant, com a llibre de física. Durant el segle xix el creixement de les universitat de recerca modernes portà la filosofia acadèmica i altres disciplines a professionalitzar-se i especialitzar-se. Dinàmica de mercat, des del segle xix que totes aquestes especialitzacions s'acaben separant i hui tenim diversos camps del coneixement, és a dir, de la ciència.
Sent així, el camp de l'estudi de la filosofia pot encabir un conjunt de disciplines com ara les ciències humanes i socials, les ciències formals i les ciències naturals. En aquest sentit, la filosofia ha engendrat estudis fonamentals tal que la teoria del coneixement, la filosofia política, la metafísica, l'ètica i la lògica. A llarga carrera aquestes branques de la filosofia han vist néixer ramificacions com l'estètica, la filosofia del dret, l'epistemologia o filosofia de les ciències, la filosofia de l'esperit, l'antropologia filosòfica o la filosofia del llenguatge.
Allò que representa la filosofia és un tema discutit i varia d'acord amb les mateixes diferents tradicions filosòfiques. Així, també ha estat definida com l'estudi dels conceptes i principis més fonamentals i generals relacionats amb el pensament, l'acció i la realitat. L'abast i la metodologia de la filosofia no són rígids i, tal com començà a passar amb Tales i Anaximandre, el deixeble té dret a discrepar amb el professor.

## Definicions

### Etimologia

Lletra grega "phi", representació, ací, de φιλοσοφία

Etimològicament, la paraula catalana filosofia deriva del grec antic φιλοσοφία, compost de φιλεῖν, estimar i, σοφίαm, saber, de forma que literalment, saviesa i estima formen l'amor cap a la saviesa. Segons el filòsof Roger-Pol Droit, "aquesta teimologia vol dir coses diferents. En grec sofia significava coneixement i saviesa. I, filo significava amar i desitjar. Es podria doncs traduir filosofia per "desig de coneixement". Però, igualment, "amor per la saviesa". En el primer cas es treu el significat de la ciència. En el segon cas, del costat existencial i del benestar. Present a l'arrel mateixa del terme grec, aquesta dualitat acompanya tota la història de la filosofia".
Cal anotar que el mot φιλοσοφία fa part efectivament del lèxic grec antic on s'hi troba els diferents usatges. Es tracta doncs d'una semàntica construïda, així com trobaríem el mateix model amb utopia.

### Significat
La filosofia és actualment una disciplina de les ciències i arrel de la divisió del coneixement en branques variades, la filosofia com a disciplina a banda torna a la definició que hi donà Plató.
Se'ns presenta doncs com:
- l'actitud d'admirar-se i produir dissonàncies cognitives
- l'actitud d'admiració empeny al qüestionament sobre la realitat

La filosofia és doncs la disciplina que mitjançant una dinàmica racional s'encarrega de preguntar-se sobre la realitat i les coses. A partir d'ací la filosofia és el punt de partença de tot coneixement. I, no debades, la filosofia no se separa obligatòriament del pensament mític a l'Orient. En efecte, el vedisme és la primera forma de pensament hindú que conforma un nínxol de diversos tipus de raonaments com ara el religiós, nodrit de construcció històrica amb discurs mític. El budisme és pensament filosòfic en tant que presenta reflexions sobre la realitat hinduista malgrat que amb el temps s'haja institucionalitzat en forma de religió. Per això mateix la filosofia es definix més aviat com a pensament.
Dins el pensament secular, la disciplina de la "filosofia" es definix com l'etapa inicial de la ciència, que és la interrogació.

#### Mètode o sistema
El filòsof adopta actitud i disposició filosòfiques a l'hora d'abordar la realitat. N'ixen preguntes molt variades, la natura de les quals pot ser de diversos tipus. És a dir, el filòsof té actitud filosòfica en tant que es pregunta sobre la realitat, dubta i emet preguntes. Té disposició filosòfica perquè la realitat és estructurada, és a dir, la resposta s'estructura o es modelitza per tornar-la més comprensible. Aquesta és la base del mètode.
Encara que tota definició sobre la filosofia és controvertible i que la disciplina s'ha expandit arreu del món i ha canviat al llarg de la història, en funció de quin tipus de preguntes eren interessants o rellevants en una època en particular, hi ha un cert consens en què la filosofia és pròpiament un mètode i no necessàriament un mer conjunt de declaracions, proposicions o teories.
En aquest sentit, alguns corrents ideològics defensen que la filosofia no té un corpus de coneixement fix i estable a la manera com el tenen les ciències. És per això que no es pot aprendre filosofia sinó, com deia Immanuel Kant (1724-1804), s'aprèn a filosofar. Per a Karl Popper, la filosofia és, fonamentalment, una activitat racional i crític. Fernando Savater subratlla que la filosofia posa l'accent més a la pregunta que a la resposta, més al dubte que a una solució, més a obrir la ment que a tancar-la.

### Usatges
Inicialment, el terme filosofia feia referència a qualsevol tipus de coneixement. En aquest sentit, la filosofia era religió, matemàtiques, ciències naturals, educació i política. Amb l'evolució del raonament filosòfic i amb la de la tecnologia, la filosofia es codifica i s'especialitza de forma progressiva. Això fa aparèixer diferents camps filosòfics que s'acaben constituint com a ciències a banda.
El terme de filosofia, però, aparïx en qualsevol text presocràtic com els Heràclit, Antífon, Gòrgies de Leontins i Pitàgores, així com a pensadors com Tucídides o Heròdot, contemporanis de Sòcrates. En això, Heràclit revela als seus escrits que el primer pensador o intel·lectual grec en qualificar-se tot sol de "filòsof" fou Pitàgores.
La delimitació de la filosofia l'establix Plató a partir del llegat del seu mestre Sòcrates. D'ençà que la filosofia se separa de la religió i emprèn el camí del pensament científic. Aquest comença llavors a tipificar-se de maneres diferents. Diògenes Laerci, vers el segle iii aC, considerat el primer historiador de la filosofia, proposa establix una primera divisió, és a dir, codificació:
- Filosofia natural, que inclou la física
- Filosofia moral, que és l'estudi de l'ètica, la justícia i la virtut
- Filosofia metafísica, que és l'estudi teològic en termes actuals

Aquesta divisió no és encara obsoleta però ha patit moltes alteracions. Primerament se separà la ciència de la religió i dins la ciència se separaren les ciències dites "de la natura" de les ciències dites "de l'esperit". Actualment, però, la divisió més recurrent es fa segons el mètode científic i això una divisió del tot diferent:
- ciències toves
- ciències dures

Dins les dures trobaríem la física, la biologia, la química, etc, mentre que a les toves hi trobaríem les ciències socials i les humanes, totes dues dins les humanitats, que inclouen la història, la sociologia, l'economia o les ciències polítiques, fins i tot l'art sota les seues formes variades. Una divisió d'aquesta mena s'aconseguix amb la secularització progressiva de la societat a Occident, així com la introducció de la indústria al segle xix que juntament amb el pensament liberal, dividix la filosofia fins a donar-nos camps diferents de coneixement, és a dir, de ciència.

## Branques de la filosofia

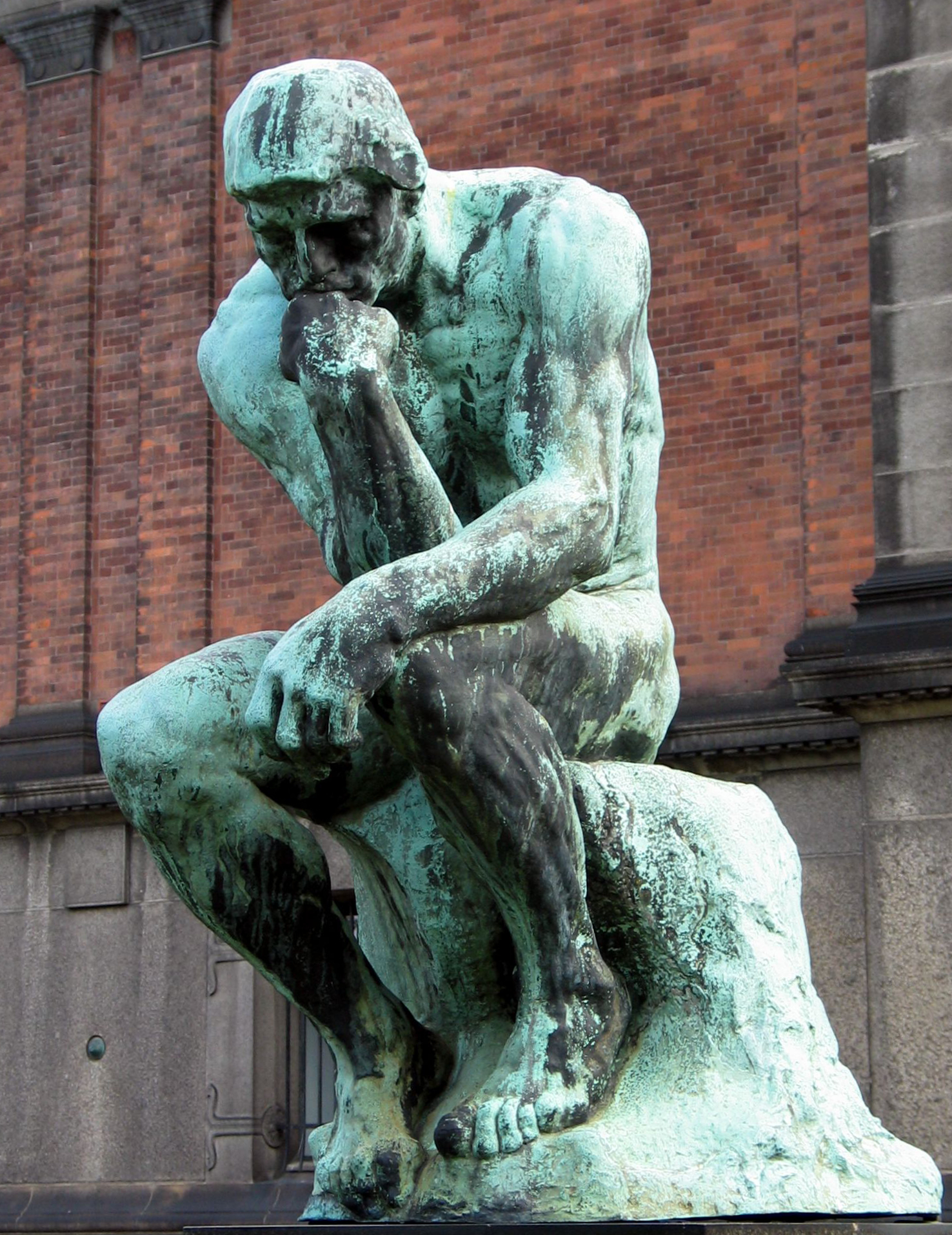
"El Pensador", de Rodin

### L'actitud i disposició filosòfiques
El filòsof pregunta i aquesta és una actitud. De la pregunta, disposa, és a dir, esquematitza. Això és codificació i categorització. En efecte, les preguntes filosòfiques poden classificar-se en funció d'una disposició purament filosòfica. Per això mateix podem esbossar dues categories de preguntes, segons la resposta. Tindríem les preguntes comunes o empíriques, la resposta de les quals s'obté per l'experiència i, les preguntes formals, la resposta de les quals no pot obtenir-se per l'experiència.
En disposició filosòfica, les preguntes que es plantegen responen a:
- radicalitat; les preguntes porten sobre l'arrel
- universalitat; les preguntes són inductives
- autonomia; les preguntes han de poder plantejar-se sense prejudicis
- historicitat; les preguntes poden i han de ser plantejades novament amb el temps

### Categorització
Tot prenent la disposició filosòfica, les preguntes filosòfiques poden agrupar-se en diverses categories segons l'objecte d'estudi. Tradicionalment s'ha dividit les qüestions filosòfiques en tres categories. És una divisió que ajuda i força a la seua aproximació per part d'estudiants.
Vet ací la divisió en tres:
- Metafísica
- Epistemologia
- Valors
  - Ètica
  - Estètica
  - Filosofia política

Però amb el temps s'han acabat presentant altres esquemes amb subbranques, subcamps d'estudi, etc:
- Metafísica i epistemologia
- Valor
- Ciència, lògica i matemàtiques
- Història de la filosofia occidental
- Tradicions filosòfiques

Malgrat tot, aquesta darrera categorització o codificació no és exhaustiva. També introduïx camps que no tothom considera filosofia.
La proposa més consensuada es construïx amb l'agrupació segons l'objecte principal d'estudi, i així es parla de l'ètica, la metafísica, l'epistemologia i la lògica, i també de la política, l'estètica, l'antropologia i la religió. A més a més, en l'època contemporània la filosofia s'ha utilitzat com a reflexió teòrica sobre els fonaments de moltes altres disciplines; així doncs, també existeix la filosofia de la ciència o la filosofia de les matemàtiques, i també la filosofia de la història, la filosofia del dret, i d'altres. En aquests camps, la filosofia aporta el mètode de preguntes i consideracions sobre la mateixa matèria que s'analitza, de tal forma que queden delimitats el seu camp d'estudi, els seus axiomes bàsics, els objectius i alguns dels mètodes que pot emprar.
Al llarg dels segles, els diferents sistemes filosòfics han classificat les seves disciplines de forma diferent, però sovint s'han mantingut més o menys tres disciplines generals, que Hegel identificà com a lògica, filosofia de la natura i filosofia de l'esperit. Tanmateix, la terminologia utilitzada per referir-s'hi no ha estat sempre la mateixa. Per exemple, els estoics les anomenaven lògica, física i ètica.

#### Metafísica
La metafísica és la branca de la filosofia que investiga els principis de la realitat a un nivell d'abstracció que transcendeix el de qualsevol altra disciplina. Designa el coneixement del món, de les coses o dels processos com a existents al "més enllà" i amb independència de l'experiència sensible que en tinguem. Allunyada de les ciències normatives com ara l'ètica, la metafísica és una ciència filosòfica que contesta l'existència de les coses tal com ens aparïxen i mira, tot seguit, de descriure i explicar allò que existix i és més enllà dels nostres sentits.
Aristòtil definix per primera vegada aquesta "ciència" que no tenia aleshores encara cap qualificatiu de "filosofia primera". Tindria com a objectiu nocions generals i abstractes com ara la substància de les coses i els seus predicats (qualitat, quantitat, relació). Per a Kant, la metafísica és la ciència que els primers fonaments del saber humà. Ambiciona elevar-se fins a un coneixement "suprasensitiu" fet que la porta a recórrer a l'àmbit de la teologia.
Definida doncs com a ciència que existix fora de l'experiència sensitiva, la metafísica s'oposa a la física i es preocupa per entitats o processos considerats immaterials i invisibles com ara l'ànima, Déu, la força vital, etc. La metafísica s'oposa al coneixement empíric sobre fenòmens tal com ens aparïxen i, en això, té un abast ontològic.
Acadèmicament es distingixen dos versions de la metafísica. La primera desenvolupada des de l'Antiguitat fins a l'edat mitjana i la segona a partir de l'Edat Moderna.

#### Epistemologia
L'epistemologia en un sentit estricte estudia la naturalesa i l'extensió del coneixement, i fins i tot si el coneixement és possible. Entre els seus objectes d'estudi es troba la qüestió posada per l'escepticisme: la idea que les nostres creences i pensaments podrien ser il·lusoris o equivocats, i també les relacions entre veritat, creença i justificació.
Entre el món anglosaxó i francès s'hi distingixen dues definicions:
- per als països francòfons l'epistemologia és la crítica de les ciències i el coneixement
- per als països anglòfons l'epistemologia és l'estudi del coneixement en generalitat

L'epistemologia és un terme encunyat pel filòsof escocès James Frederick (1808 – 1864) amb què es referia específicament a la part de la gnosiologia que estudia els requisits i les condicions necessàries per a la producció de coneixement científic, la qual cosa inclou els fonaments, la validesa, la consistència lògica de les teories i els límits d'aquest coneixement.

#### Moral
L'axiologia és una branca de la filosofia que estudia els valors com ara la bondat, la bellesa o la justícia. Ho fan tant en el sentit de l'ètica com de l'estètica.
La teoria dels valors o filosofia de la moral inclou diversos camps d'anàlisi: 
- l'ètica o la "filosofia moral" estudia tot el que està relacionat amb com haurien d'actuar les persones, si és que es pot trobar alguna resposta a la pregunta. Més en concret, la moral, nascuda en un context religiós, dona normes per al comportament humà, i l'ètica reflexiona sobre aquestes regles i compara els diversos sistemes ètics, preguntant-se d'aquesta manera si les regles morals són absolutes o relatives, i determinant els possibles valors de judici. Entre altres obres fonamentals, els diàlegs de Plató són un quest per trobar la definició de virtut.

- l'estètica tracta de la bellesa, l'art, la percepció i el gust i sentiment.

- la filosofia política és una branca de la filosofia que s'ocupa de les qüestions relatives al poder polític, a l'estat, al govern, a la Llei, a la política, a la pau, a la justícia i al benestar comú. Es considera com una de les branques de la filosofia pràctica juntament amb la filosofia del dret i la filosofia de la moral

#### Lògica, ciència i matemàtiques
Moltes disciplines acadèmiques generen qüestions filosòfiques. S'hi debat la relació entre la filosofia X o la filosofia Y. Richard Feynman arguïx que la filosofia d'un tema concret donat és irrellevant, és a dir, allò que importa és l'estat que produïx la filosofia: la ciència. Per contra en Curtis While pensa que l'estudi dels temes de la filosofia són primordials per a les ciències com ara les humanitats.
El cas, però, és que moltes ciències utilitzen la lògica com a forma metodològica per obtenir coneixement. La lògica, que neix a l'antiga Grècia, estudia els patrons de pensament que porten a conclusions correctes. A finals del segle xix, matemàtics com en Gottlob Frege se centraren en el tractament matemàtic de la lògica, i hui dia aquesta té dues divisions principals: 
- la lògica matemàtica (la lògica simbòlica formal)
- l'estudi lògic del llenguatge (la filosofia del llenguatge)

De retruc, la filosofia de la ciència es construïx dins l'epistemologia per tal d'avaluar la validesa dels enunciats científics.
Així mateix, en aplicació de la filosofia a la ciència, la lògica es presenta com una branca més de la filosofia. Estudia el raonament i l'argument. L'argument diferix d'una discussió quotidiana perquè es presenta com un conjunt de raons a favor d'una conclusió. S'utilitza per persuadir d'una idea. És d'hàbit a la filosofia perquè constituïx la base sobre la qual l'actitud i la disposició filosòfiques es construïxen.

## Mètode de la filosofia occidental

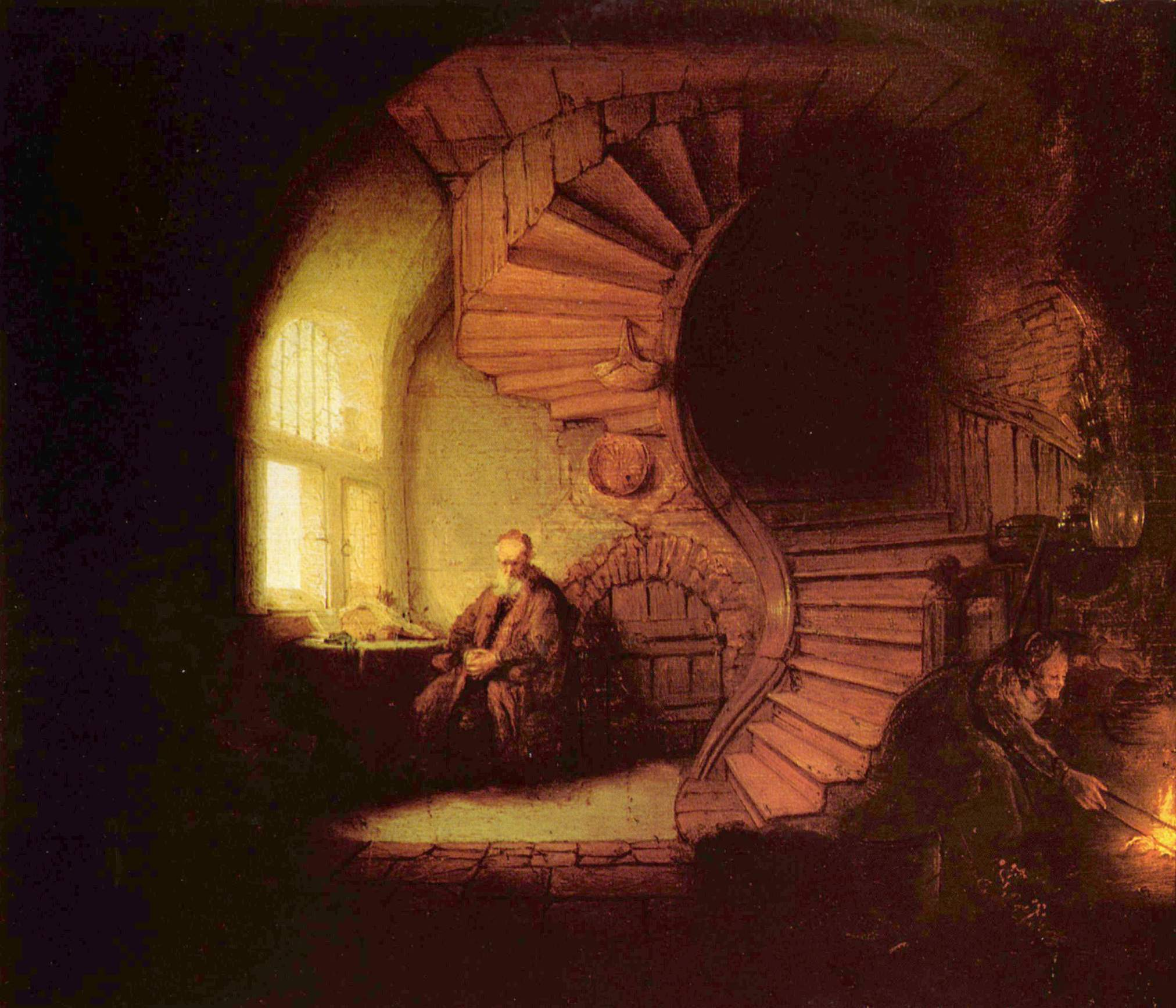
La filosofia per Rembrandt.

La filosofia utilitza mètodes d'investigació variats. No recorre a l'experiència i aquest és un punt que pot delimitar-se com a negatiu. Però, en essència, la filosofia pren com a mètode el dubte constant, fet que permet allunyar-se de tot pensament doctrinari en haver-hi sempre dubte de cara a tot.
Alguns mètodes de la filosofia són comuns a la ciència, com ara l'axiomàtic, però d'altres, com el dubte metòdica i la maièutica, ja no.

### Les limitacions del mètode
D'una banda, la filosofia no recorre al mètode experimental. La filosofia, en efecte, a diferència de la física, de la química o de la biologia, mia ha integrat realment el procés d'experimentació dins l'utillatge hermenèutic. Això és particularment evident per a la filosofia antiga i medieval que no coneixien l'experimentació. Fins i tot els grans filòsofs que s'il·lustraren com a científics (Descartes, Pasca, Leibnix per citar-ne alguns) sempre distingiren el seu treball en l'àmbit de la ciència i de la filosofia. Alguns filòsofs com ara Kant o Wittgenstein han vist en l'absència d'experimentació en filosofia una característica epistemològica essencial a la disciplina i han rebutjat tota mescla amb les ciències experimentals.
D'altra banda, la filosofia no és, en essència, una ciència que es recolze sobre l'observació empírica a diferència de la sociologia o de les ciències polítiques, per exemple. Caldria, però, no creure, naturalment, que la filosofia pot ignorar les dades empíriques més evidents per bé que tradicionalment la filosofia no vol limitar-se a un simple catàleg de fets i, per això, emprèn un vertader treball de teorització, fins i tot d'especulació. Així doncs, per exemple, encara que Aristòtil descriguera la formació i constitució de les ciutats estat gregues de l'època, volgué amb La Política i L'Ètica analitzar estructura de la ciutat d'un punt de vista teòric.
En darrer terme, a diferència de les matemàtiques o de la lògica formal, la filosofia no s'ha decidit mai a treballar únicament per mitjà de símbols formals, malgrat que Leibniz haguera desitjat resoldre problemes filosòfics a través d'un càlcul universal. I, si la filosofia analítica contemporània és impensable en la lògica matemàtica, utilitza encara i massivament el llenguatge natural.

### Mètode de la filosofia

#### Trets del mètode filosòfic
Malgrat les dificultats que comporta obtenir coneixement sense experiència, hi ha manera de distingir alguns grans trets positius del mètode filosòfic.
La filosofia s'entén com un treball de crítica. És l'una de les seues definicions més comuns. Aquesta crítica no és mai, no contrastant això, purament i simplement negativa. El seu objectiu és el de crear noves certituds i de corregir les falses evidències, les il·lusions i els errors del sentit comú. Sòcartes, per exemple, interrogava els seus contemporanis així com els sofistes per tal de posar davant seu les seues pròpies contradiccions i la seua evident incapacitat de justificar-se. Descartes fou a l'Edat Moderna el millor representant d'aquest mètode traduït en dubte metòdic.
La filosofia es caracteritza tot sovint com un treball sobre conceptes i nocions, un treball de creació de conceptes permanents per comprendre la realitat, de distinció dels objectes els uns dels altres i de treball analític dels conceptes i de les seues ambigüitats. Ben aviat acaba reconeixent els problemes lligats a aquest llenguatge i per això, actualment, la filosofia analítica fa d'aquesta evident problemàtica un gran cas.
A banda, a diferència de les ciències, la filosofia es dedica a delimitar, a qüestionar i posar en dubte els mètodes i la pròpia filosofia. Cada filòsof ha d'indicar les problemàtica que voldria acalrar i és en el mètode més adaptat que aspira a resoldre'ls. Per tant, qüestiona el mètode mateix. En efecte, cal adonar-se que existix una profunda unitat entre els problemes filosòfics i el mètode filosòfic. Per això convé no veure la inestabilitat del mètode filosòfic com una feblesa de la disciplina, però, ans al contrari, com un tret de la seua naturalesa mateixa. Per aquest motiu la filosofia és un retorn a la crítica cap al saber, més concretament, una crítica racional sobre el saber. N'és i tot l'essència, allò que la definix.
Així, la filosofia és una disciplina deductiva i racional. No és simplement intuïció o impressions subjectives, sinó que continua volent inseparablement demostrar a través d'arguments i deduccions, de forma que es pot definir com una voluntat de racionalitat de qüestionar el saber. I, aquesta actitud, dita filosòfica, aparïx amb el trencament del pensament mític, és a dir, amb l'anomenat pas del mite a la lògica.

#### Etapes del mètode filosòfic

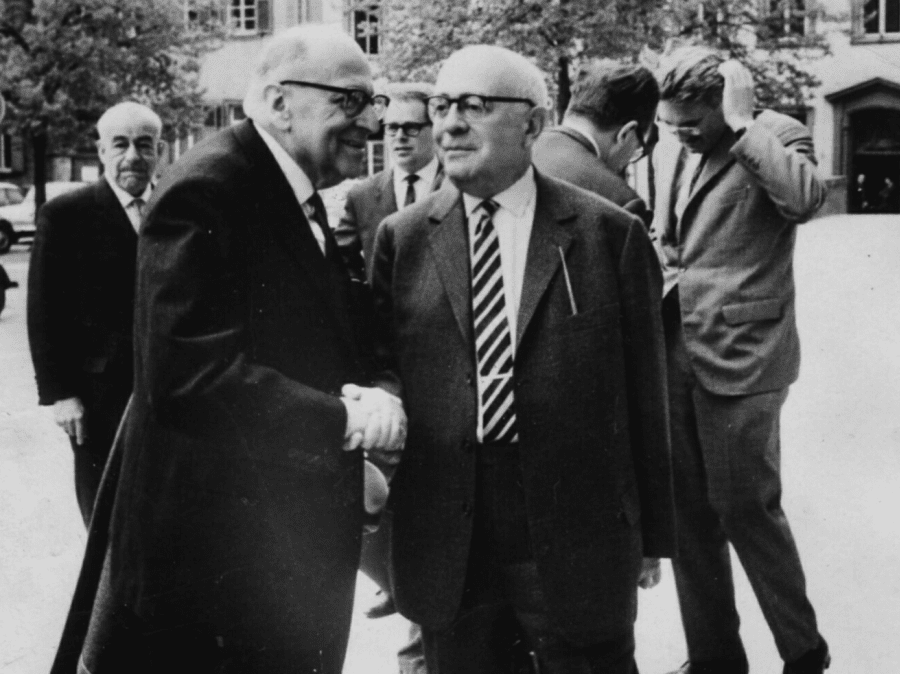
Adorno i Horkheimer: dos representants de la crítica marxista de la racionalitat moderna.

El mètode de la filosofia es distingix doncs de la resta de ciències, fins i tot les humanes, en el mètode atès que no introduïx de cap manera l'experiència i tampoc no partix d'un procediment de falsables. Podríem dir que la pregunta constant és el mètode de la filosofia. I, per tant, partint d'aquest constat, la primera etapa del mètode filosòfic és la maièutica.
La maièutica fou el mètode aplicat per Sòcrates mitjançant el qual el mestre fa que el seu alumne, a través de preguntes, descobrisca, qüestione allò que el sentit comú li fa pensar que alguna cosa és veritable. Sòcrates troba en la maièutica tres funcions principals: desperta i apaivaga els dolors de l'acte de parir, porta a bon cau l'acte de parir en situació difícil, i provoca, si s'escau, l'avortament; el procés és doloròs a causa dels interrogants cruels que s'utilitza en aquest mètode, però descabella la il·luminació, on la veritat sorgix del mateix individu.
La tècnica consistix a preguntar l'interlocutor sobre alguna cosa (un problema, per exemple) i, tot seguit, procedix a debatre'n la resposta donada a través de l'establiment de conceptes generals. El debat porta l'interlocutor a un concepte nou desenvolupat a partir de l'anterior. De forma general, la maièutica es confon amb la ironia socràtica.
La invenció d'aquest mètode del coneixement remunta al segle -IV i s'atribuïx als comentaris de Plató sobre Sòcrates al Teetet. Tanmateix, Sòcrates fe servir l'anomenada ironia socràtica per tal fer entendre a l'interlocutor que allò que hom creu saber no és res d'allò que es pensava que era, sinó que eren prejudicis. La maièutica, contràriament a la ironia, es recolza sobre una teoria de la reminiscència. Dit altrament, si la ironia partix de la idea que el coneixement de l'interlocutor es basa en prejudicis, la maièutica pensa que el coneixement es troba bategant naturalment a l'ànima i que cal desvetllar-lo. Aquest procés de desvetllament del coneixement propi es coneix com a dialèctica.
- 1a etapa: la maièutica

L'etapa següent a la maièutica és l'experiment mental, és l'anomenada disposició filosòfica. Es recórrer a la imaginació per tal de cercar la naturalesa de les coses. En un sentit més ampli, és l'ús d'un escenari hipotètic que ajuda a entendre certs raonaments o algun aspecte de la realitat.
A la filosofia els experiments mentals s'han estat utilitzant, com a mínim, des de l'Edat antiga i s'ha detectat en alguns filòsofs presocràtics, però també en dret romà.
Diverses teories o postures filosòfiques es fonamenten en resultats resultants de l'experiment mental: el dilema del tramvia a l'ètica, la habitació xinesa i la terra bessona en filosofia del llenguatge, el cervell en una coberta i el quadre de la Mary en filosofia de la ment, etc.
El segle xvii fou testimoni en l'àmbit de la física d'experiments mentals brillants portats a terme per Galileo, Descartes, Newton i Leibniz. La creació de la mecànica quàntica i de la relativitat són gairebé impensables sense el rol cabdal que jugà l'experiment mental. Dos exemples ben cèlebres d'experiments mentals són el dimoni de Maxwell i el gat de Schrödinger.
- 2a etapa: l'experiment mental

Després de l'etapa d'experiment mental, caldria tornar a la maièutica per tal de qüestionar les hipòtesis plantejades.
La maièutica fou reformulada pels escolàstics a l'edat mitjana. En efecte, la maièutica és especulació durant el feudalisme europeu. Pretenia resoldre les contradiccions de la dialèctica amb una unitat d'ordre superior.
Per tant, cal retenir que el mètode en filosofia es constituïx de dos elements:
- interrogant i dubte constant
- experiment mental o hipòtesi
- establiment d'un diàleg constructiu

La dialèctica ve acompanyada de l'argument. L'argument permet establir un diàleg en tant que l'interrogant constant porta els interlocutors a rebatre's i d'aquesta experiència es mira de treure el què d'embull de tot plegat.
- 3a etapa: l'argument

Un argument és l'expressió oral o escrita d'un raonament mitjançant el qual es mira de demostrar, rebutjar o justificar una proposició o tesi feta des de l'experiment mental. Les qualitats fonamentals d'un argument són la consistència i la coherència. L'objectiu és que d'esta forma el contingut adquirisca sentit o significat, que es dirigix cap a l'altre interlocutor amb finalitat persuasiva i motivadora d'acció. En efecte, l'argument ha de permetre continuar la dialèctica, portar l'altre interlocutor a dubtar i posar en dubte el seu homòleg. Es mira, per tant, d'il·luminar sobre la realitat.
Sent així, el mètode de la filosofia es pot resumir en l'anomenat dubte mètodic, elaborat per René descartes a l'Edat Moderna. Descartes popularitzà aquest mètode al segle xvii.
- mètode filosòfic: la dialèctica del dubte

## Filosofia aplicada
La filosofia qüestiona i el qüestionament fa canviar la societat. Per això mateix la filosofia és practicada en diversos àmbits de la societat. Les idees concebudes per una societat tenen una profunda repercussió sobre les accions de la mateixa. La filosofia, en qüestionar-les, interrogar-les, també les altera, tot canviant d'aquesta manera la societat.
Així la filosofia produïx aplicacions pràctiques, com ara l'ètica aplicada a la política, a l'economia, etc. Confuci, Sun Tzu, Chanakya, Ibn Khaldun, Ibn Rushd, Maquiavel, Leibniz, Hobbes, Locke, Smith, John Sutart, Mill, Marx, Tolstoi, Gandhi o Martín Luther King són exemples clars d'aplicació de la filosofia a la política. La filosoria serví per a uns per justificar governs i per a altres per a canviar societats autoritàries.
Alhora cal destacar com la lògica ha estat rellevant per a les matemàtiques, per a la lingüística, per a la psicologia, la informàtica o l'enginyeria informàtica. És a dir, és rellevant destacar com la filosofia permet desenvolupar la societat, d'una costat com de l'altre, en una direcció o una altra. En efecte, els processos lògics són totalment aplicables a les matemàtiques, sense les quals l'arquitectura no hauria permès l'hàbitat i fins i tot l'expressió mateixa de la societat en l'àmbit de l'art.
L'epistemologia, per la seua banda, ha permès qüestionar els requisits per accedir al coneixement i, per tant, per a la seua obtenció. Mitjançant el qüestionament del coneixement, sabem hui dia com desplaçar satèl·lits a l'espai amb què es fan funcionar els GPS i tot de tecnologies com ara la televisió, els telèfons intel·ligents, entre d'altres. Mercès a la filosofira el camp mèdic s'ha desenvolupat de tal manera que es poden curar malalties que abans d'això eren simplement mortals com ara la pesta.

### Societat
Moltes investigacions fora de l'àmbit acadèmic són filosòfiques en un sentit ampli del terme. Novel·listes, escriptors, directors de cinema o músics, així com els científics i altres, empren una activitat filosòfica recognoscible.
Alguns dels qui estudien filosofia es tornen en professionals, normalment treballant com a professors, investigadors i de voltes escriuen per a institucions acadèmiques. Normalment, a la majoria dels casos d'estudiants en filosofia, hi ha una derivació vers el camp del dret, el periodisme, de la religió, de la política o de les arts.
Un exemple d'això és el mateix Stever Martin o en Ricky Gervais, llicenciats en filosofia, o Terrence Malick, el papa Joan II, el cofundador de la Viquipèdia mateixa, Larry Sanger, l'empresari Peter Hiel, etc. Són personalitats que demostren que la filosofia els ha permès derivar-se a altres àmbits, de forma que no seria gens exagerat dir que la filosofia té influència en la societat i, fins i tot, es presenta de gran utilitat per a molts camps del coneixement.

#### Iconologia

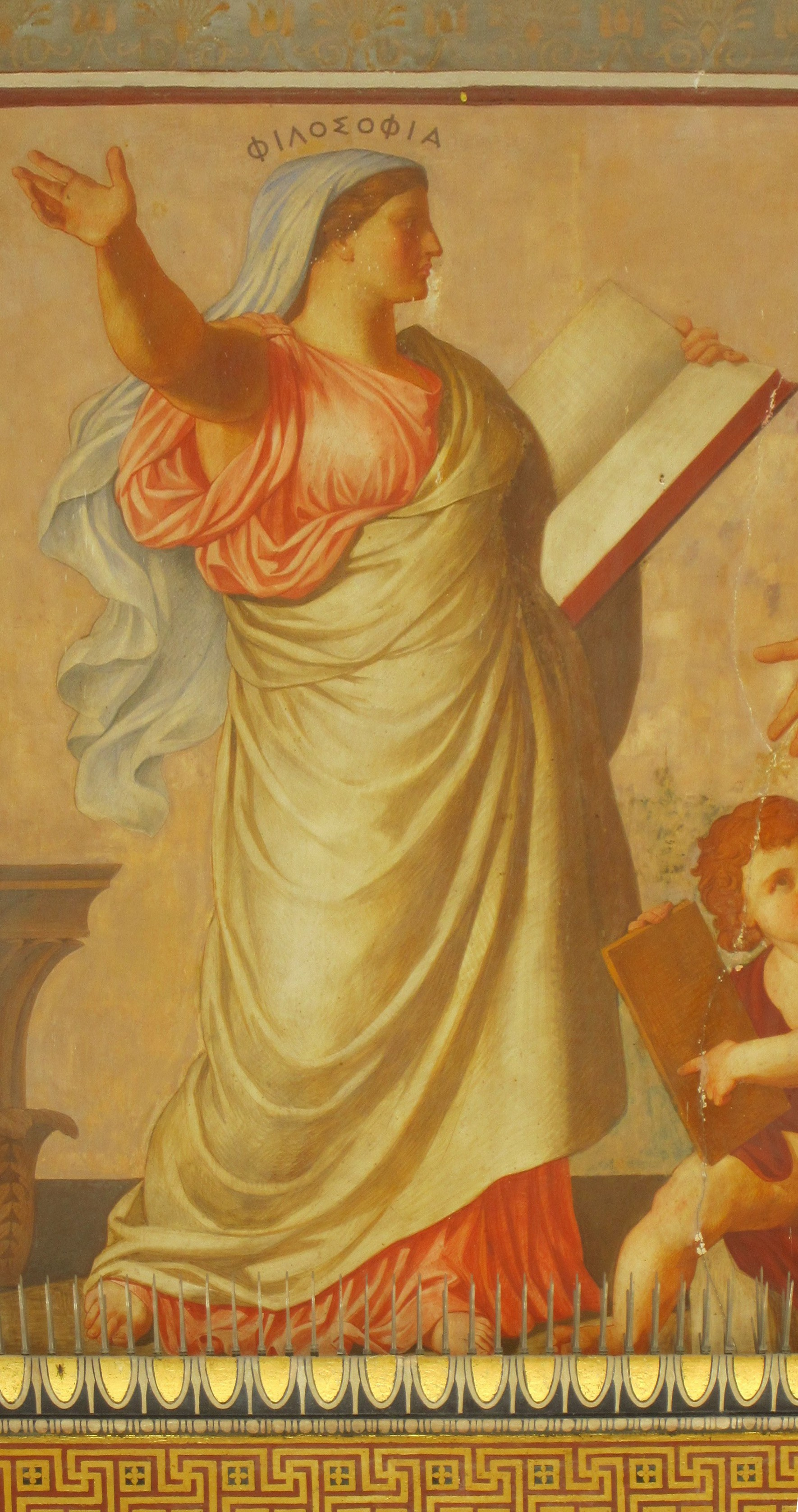
Personificació de la filosofia

La influència que exercix la filosofia a la societat, ha portat molts artistes a mirar de personalitzar-la, dotar-la de simbologia, és a dir, d'iconografiar-la.
Per exemple, Alfanio fa de la filosofia la filla de l'experiència i de la memòria. La representa com una dona d'aspecte greu en actitud retòrica amb i amb el front majestuós, cenyit a una bonica diadema. S'asseu sobre un seient de màrmol blanc, als braços del qual s'hi han esculpit imatges de la natura fecunda. Aquesta figura simòblica té dos llibres, a l'un dels quals s'hi pot llegir "naturalis" i a l'altre "moralis". En Rafael, autor d'aquesta idea, ha volgut indicar-nos-hi els quatre elements que conformen la filosofia: l'objecte de les investigacions, representats amb diversos colors que han donat un ropatge ben visible. La manta de color blau cobix l'esquena, designa l'aire; la túnica que vestix encarna el foc; l'habillament clau celeste cobrix els seus genolls, que són l'aigua; i, finalment, el color groc, que ateny els peus, i és la terra. Dos genis, que l'acompanyen, acosten prop de la figura principal el coneixement de les causes o el que és el mateix, "causarum cognitio".
Amb Boeci, en canvi, el retrat de la filosofia posa llibres en una mà i un cedre a l'altra. A l'extremitat de l'habillament hi tenim una lletra grega així com a l'estòmec que designen, ambdues, teoria i pràctica. Es dona a comprendre d'aquesta manera que la filosofia ha de ser activa i especulativa. En aquesta personalització s'hi fingix que s'hi vol representar els trets d'una dona amb un rostre radiant i uns ulls plens de foc que anuncien l'adveniment divií: que la talla sembla igual a l'espècia humana i que algunes voltes aixeca el cap vers el cel i s'ocula a la vista dels més febles de moral.
Encara, Cochin, representa la filosofia amb una dona bella, reflexiva i vestida amb tota sencillesa, amb un cedre i un llibre, de mà a mà. La hi fa passajar-se per un mont aspre i pedregós, símbol d'un fre a la raó. Finalment, en Bernard Picart, representa la filosofia en un assumpte al·legòric. Hi pinta l'harmonia de la religió amb la filosofia. La seua figura té diferents atributs, els quals caracteritzen les quatre parts anteriorment descrites. La corona d'estrelles per d'aquesta manera designar-hi la física i, alhora, amb un cedre que porta a la mà esquerra, i, que voldria indicar la moral.

### Beneficis de la filosofia a l'educació
Ja Pitàgores defensà el benefici d'educar en filosofia als nens. Jordi Nomen digué que l'educació en filosofia forma persones capaces de pensar per elles mateixes, detectar mentides i fal·làcies lògiques.
Hi ha evidències de què la pràctica i l'ensenyança de la filosofia aporta beneficis a les persones:
- Matthew Lipman creà contes filosòfics i estudià els efectes que tenien sobre els nens, trobant que els beneficis es trobaven a totes les àrees del coneixement. Aquest programa educatiu, "Philosphy for children", tingué prou èxit a la dècada del 1980 que fou ampliat i rebé subvencions i es posà en marxa en quaranta països.[14]

### La filosofia com amodus vivendi
La filosofia s'ha concebut aviat com una manera de viure i no pas o no únicament com una reflexió teòrica. Dit d'una altra manera, l'ésser filòsof, és viure igualment i comportar-se d'una certa manera i no només es confronta a qüestions abstractes. L'etimologia del terme "filosofia" indica ben bé la persona que tendix cap a la saviesa, que cerca viure com cal i més especialment, que cerca la felicitat. Entesa així, la filosofia és una forma monàstica.
La qüestió seria aplicar els resultats de la reflexió filosòfica a un mateix, en el seu modus vivendi. Aquesta idea, que és també una forma de viure, ha portat molts filòsofs a guia altres aprenents i, en aquesta pràctica, aparïxen els deixebles. Apartar-se de la societat per meditar, s'ha fet igualment a la història de forma col·lectiva i d'aquesta han nascut els centres monàstics, força preuats a l'Índia i tot el pensament asiàtic en general.
Des dels presocràtics i sobretot amb Sòcrates que hi ha tota una tradició que defensa la filosofia com a mode de vida. Exemples de la seua posada en pràctica són els estoics, Plató, Aristòtil, Epicuri, Descartes, Spinoza, Sartres o Russell. Sòcrates, per exemple, als diàlegs presocràtics de Plató, exigix als seus interlocutors que estiguen a l'alçada de donar logos als seus judicis de valor i a les seues tries, és a cir, de justificar-les racionalment. Això voldria dir doncs que tenim clarament una dinàmica de professor, aprenent i de deixeble i continuador. Tot plegat a l'escola filosòfica, que és un indret reculat on hi puga haver espai buit per a la reflexió.

## Història de la filosofia occidental

Alguns filòsofs importants d'Europa segons l'indret de naixement. [les fronteres del mapa no són vigents

Si la filosofia té una llarga història, convé distingir la pràctica de la filosofia de l'estudi simple de les doctrines filosòfiques. De vegades atenuada, d'altres efectada, aquesta distinció és crucial malgrat tot. Efectivament un nombre important de pensadors recorren als filòsofs antics per recolzar-s'hi, inspirar-se'n o elaborar crítica: hi ha una crida clara a la història i a un bagatge comú, però, això no fa de la filosofia una disciplina històrica. La pràctica filosòfica no és únicament una glosa sobre la filosofia d'èpoques passades, cal distingir-la de la història de la filosofia.
La història de la filosofia consistix a mirar de reconstuir, de comprendre, d'interpretar, fins i tot de criticar, les posicions i les tesis de pensadors com ara Plató, Tomàs d'Aquino, Hegel, etc. Es tracta no tant d'avaluar l'interès actual de les filosofies o de la justesa de la filosofia, sinó de saber allò que s'hi diu veritablement i de restituir els pensaments i contexts d'època.

### Historiografia

#### Frisa cronològica
No hi ha un acord unànime sobre una divisió temporal estricta en la filosofia occidental, tot i que és més o menys acceptada una divisió segons els períodes tradicionals de la història occidental: edat antiga, edat mitjana, Renaixement, edat moderna i edat contemporània. No obstant això, hi ha qui creu que la filosofia moderna i contemporània formen un únic bloc, o bé que la filosofia medieval és només la visió religiosa de les qüestions de la filosofia antiga. D'altres pensadors afirmen que no es pot assimilar l'evolució de les etapes filosòfiques a les edats de la història.

### Filosofia antiga (600 aC - 500 dC)

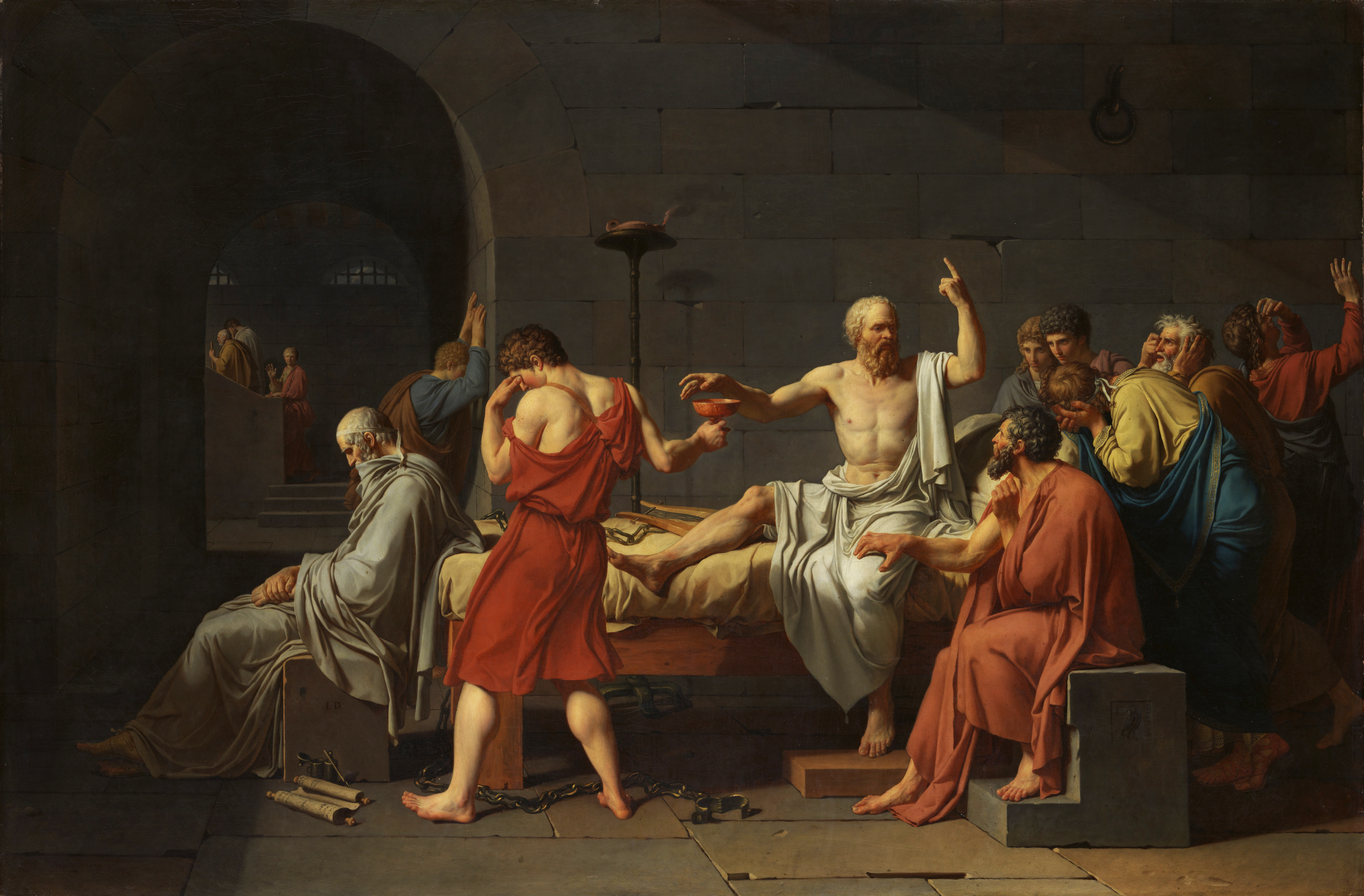
La mort de Sòcrates, representada per Jacques-Louis David.

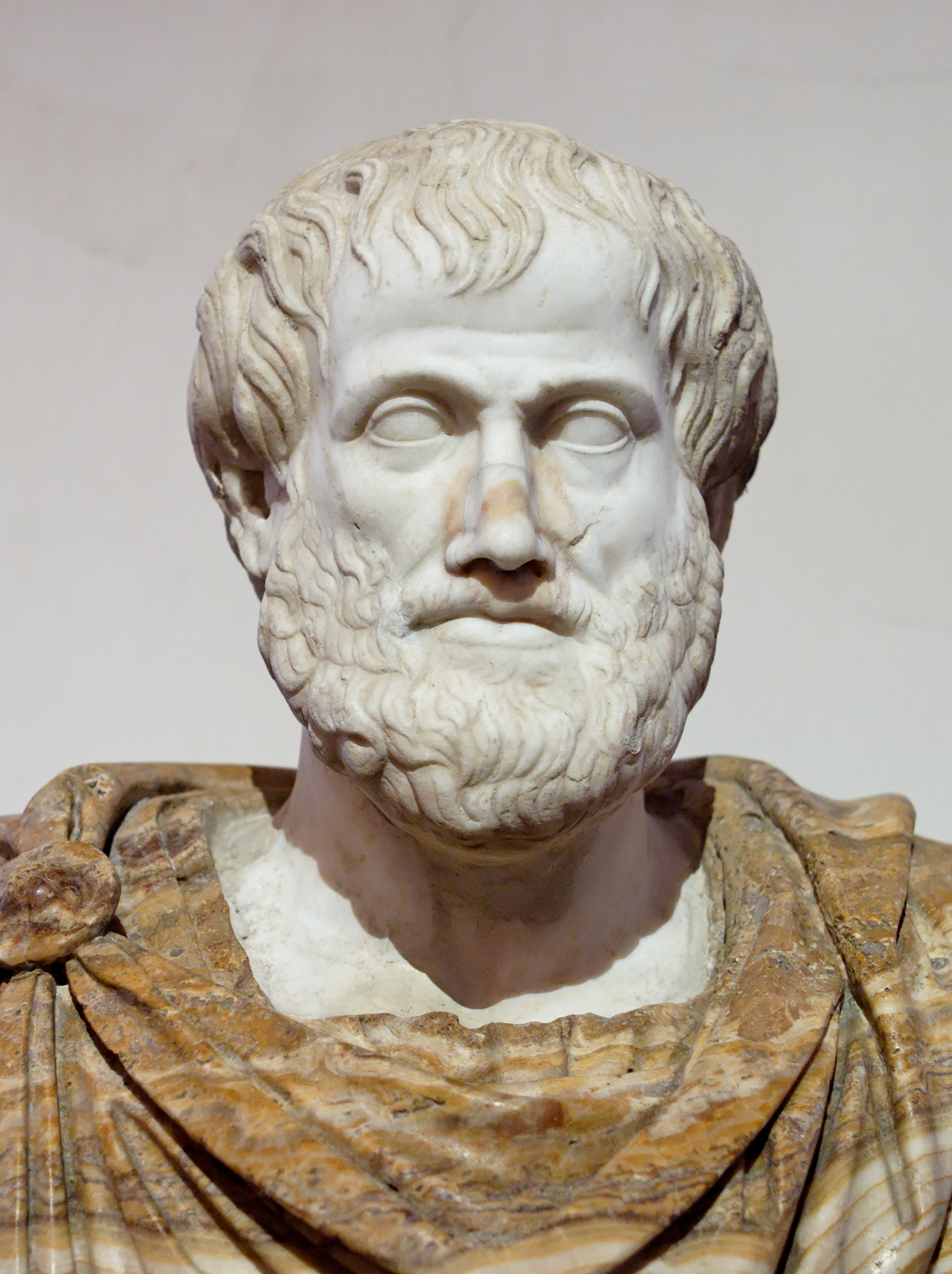
Aristòtil feu un estudi exhaustiu del món, i proporcionà un cos de coneixements que constituiria la pedra angular de la filosofia medieval.

### Filosofia medieval (500 dC - 1350 dC)

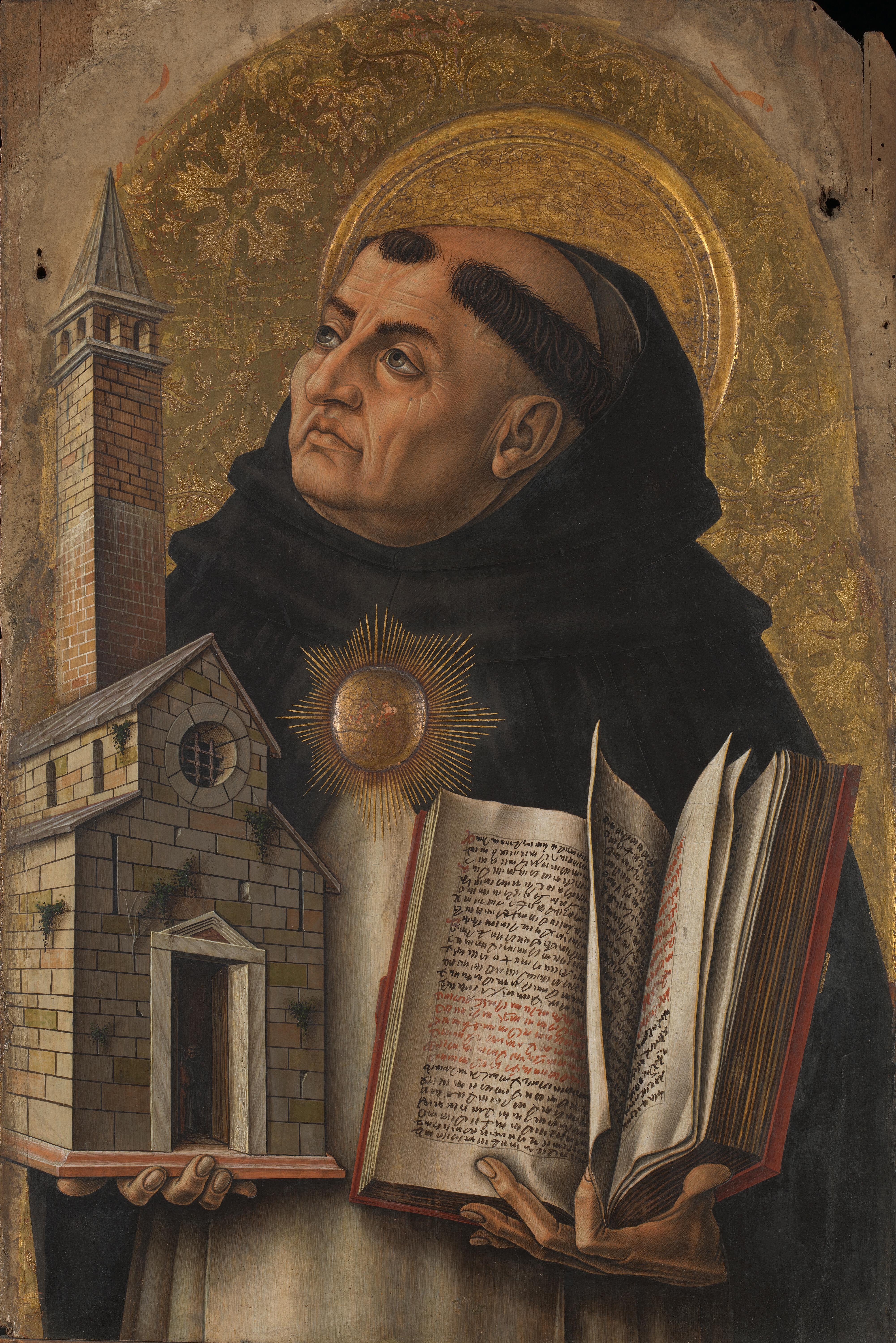
Tomàs d'Aquino donà cinc demostracions de l'existència de Déu i inicià el tomisme, moviment que l'Església Catòlica consideraria la gran defensa del cristianisme en l'àmbit de la filosofia.

#### Filosofia renaixentista (1350 - 1600)

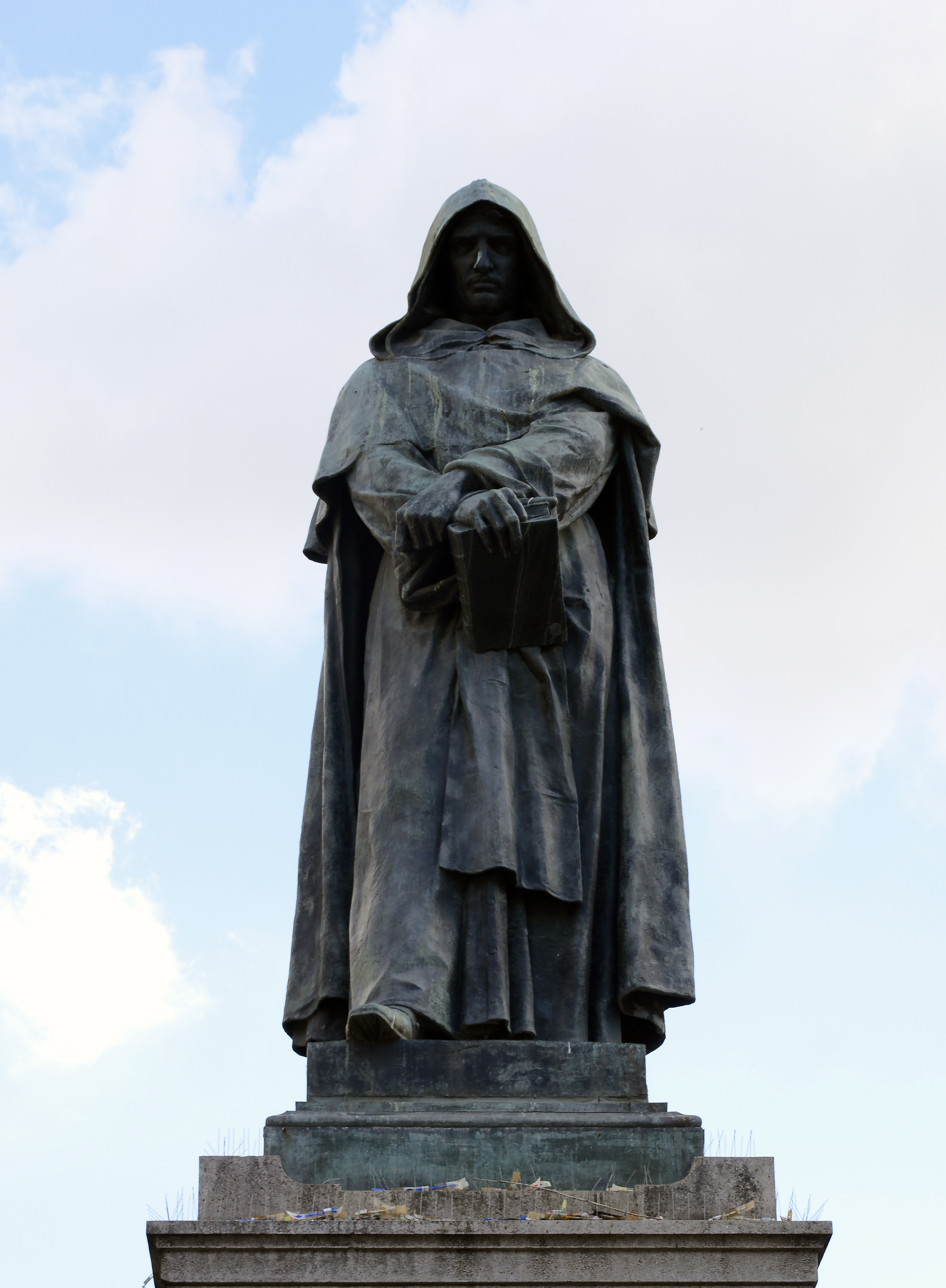
Giordano Bruno, cremat a la foguera per la Inquisició romana, va aprofundir en la revolució copernicana, defensant que l'Univers en què vivim és infinit, i va extreure conseqüències morals d'aquest fet que el van enemistar amb les Esglésies.